# Boduszów
Boduszów – wieś sołecka w Polsce położona w województwie świętokrzyskim, w powiecie opatowskim, w gminie Iwaniska.
W latach 1975–1998 miejscowość administracyjnie należała do województwa tarnobrzeskiego.
Wieś leżąca w powiecie sandomierskim województwa sandomierskiego wchodziła w XVII wieku w skład kompleksu iwaniskiego dóbr Zbigniewa Ossolińskiego. W 1629 roku właścicielem wsi położonej w powiecie sandomierskim województwa sandomierskiego był Krzysztof  Ossoliński.
| SIMC    | Nazwa     | Rodzaj    |
| ------- | --------- | --------- |
| 0793578 | Daleszyce | część wsi |

Przez wieś przechodzi  niebieski szlak rowerowy do Opatowa.